# Palero (Grecia)
Paleros (en griego, Πάλαιρος) es una localidad de la unidad periférica de Etolia-Acarnania. En el año 2011, su población ascendía a 2664 habitantes. Está situada en la costa oriental de la bahía que tiene su mismo nombre, próxima de Léucade. 
En la Antigüedad, formaba parte del territorio de Acarnania. Estrabón la ubicaba cerca de Alicia.
Durante la guerra del Peloponeso la ciudad era aliada de los atenienses, los cuales, el año 431 a. C. tomaron una fortaleza corintia llamada Solio que entregaron a los palereos para que fuera parte de las posesiones de su ciudad.